# Trans Dinarica
De Trans Dinarica is een langeafstandsfietsroute van 5500 kilometer in de Balkan. De route werd gecreëerd in 2024; het idee en voorbeeld kwam van de langeafstandswandelroute Via Dinarica. De route loopt door Slovenië, Kroatië, Servië, Montenegro, Bosnië-Herzegovina, Albanië, Kosovo, Noord-Macedonië.